# Iqlim
Um iqlim (em árabe: اقليم; romaniz.: iqlīm; "clima ou distrito") era um tipo de demarcação, nas quais estava dividida uma Cora, estrutura territorial básica do Alandalus, especialmente durante a época do Califado de Córdova. Os iqlīm eram unidades de caráter econômico-administrativo, cada uma delas com uma povoação ou castelo como cabeceira.
Nos primeiros tempos da colonização muçulmana, dentro de cada Cora, os povoados foram estabelecidos em torno de castelos, denominados "ḥiṣn" (em plural, "ḥuṣūn"), que agiam como centros organizativos e defensores de um certo âmbito territorial, denominado juz’ (ajzā’, em plural). Esta estrutura administrativa foi mantida até o século X, em que os distritos foram modificados, aumentando muito o seu tamanho, denominando-se "aqālīm" ("iqlīm", em singular). 